# Relaciones España-Angola
Las relaciones Angola-España son las relaciones bilaterales entre Angola y España. 
En 1992 el entonces presidente Felipe González visitó Angola; la siguiente visita de un presidente español al país se produjo en 2021 por parte de Pedro Sánchez, acompañado de un grupo de empresarios.

## Relaciones diplomáticas
España y Angola establecieron relaciones diplomáticas el 19 de octubre de 1977. El acuerdo se rubricó en la sede de las Naciones Unidas en Nueva York entre el embajador de España, Jaime de Piniés, y su homólogo angoleño, Elisio de Figueiredo. Desde entonces, las relaciones bilaterales han sido excelentes. El 20 de mayo de 1987 se firmó en Luanda el Acuerdo General de Cooperación entre Luis Yáñez Barnuevo, Secretario de Estado para la Cooperación y para Iberoamérica, y Pedro de Castro Van-Dúnem, ministro de Estado para la esfera productiva. El acuerdo preveía la celebración de una Comisión Mixta de Cooperación.
Prueba del buen entendimiento entre ambos Gobiernos fue la resolución del problema de la deuda. En abril de 2006 la deuda que acumulaba Angola
con España era de 1.191 millones de dólares, lo que situaba a nuestro país como segundo acreedor de Angola tras Francia. En diciembre de 2006, en el marco del Club de París, Angola hizo efectivo el principal de la deuda (732 millones dólares). Ese pago se completó con la negociación de los intereses de demora (276 millones de dólares) concluida a finales del 2007.

## Relaciones económicas
La balanza comercial entre España y Angola presenta, desde el año 2004, un déficit comercial para España debido a las compras de crudo. En 2014 se ha producido un gran incremento en éstas, lo que ha hecho que el déficit comercial de España aumente. Angola se encuentra en 2013 en el puesto 61 como cliente y en el 25 como proveedor. En 2012 estaba en el puesto 64 como cliente y en el 43 como proveedor y en el 2011 en el puesto 63 como cliente y en el 64 como proveedor.
El impacto de la compra de crudo por parte de España es claro. El 99% de las importaciones españolas se concentra en petróleo. En cambio, las
exportaciones españolas a Angola se encuentran muy diversificadas: alimentos, bebidas y bienes de consumo representan el 25%, mientras que el 75%
restante son combustibles, bienes de equipo y productos industriales. Angola es un mercado importante para España dentro de África Subsahariana.
Angola fue en 2014 nuestro tercer cliente de España tras Sudáfrica y Nigeria y el segundo proveedor tras Nigeria.

## Cooperación

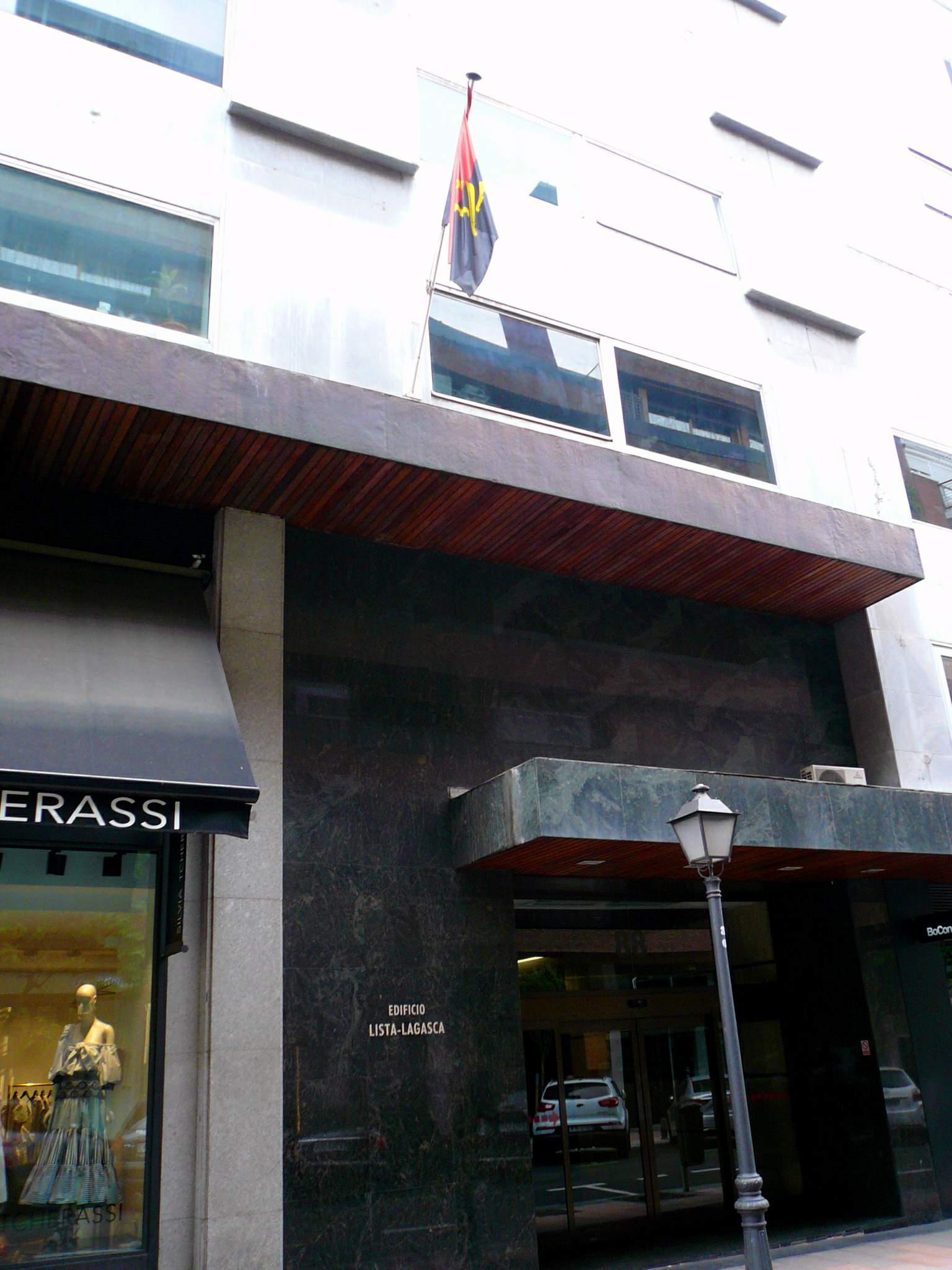
Embajada de Angola en Madrid

La Cooperación Española comenzó sus actividades en Angola en 1983, con la firma del Convenio Básico de Cooperación Científica y Técnica y ha cerrado definitivamente la OTC el 30 de junio de 2015. Desde entonces, y a lo largo de más de 30 años, los gobiernos de Angola y España
han firmado varios Acuerdos para establecer los sectores prioritarios de colaboración e intervención. Cada 3 o 4 años se ha reunido una Comisión
Mixta compuesta de funcionarios y expertos en cooperación de ambos países para definir las líneas estratégicas de actuación y monitorear y evaluar la ejecución y los resultados alcanzados en los distintos proyectos conjuntos. La VI Comisión Mixta 2005-2008 se ha venido prorrogando, habiéndose negociado desde 2009 los términos de un Marco de Asociación País (MAP) para el período 2011-2015. Ambos documentos, vigentes de facto hasta nuestros días, han estado plenamente alineados con los Planes de Desarrollo Nacional y con el III Plan Director de la AECID 2009-2012.

## Misiones diplomáticas residentes
- Angola tiene una embajada en Madrid.[6]
- España tiene una embajada en Luanda.[7]